# Линдаль, Катрин
Ка́трин Линда́ль (швед. Cathrine Lindahl, урождённая Но́рберг, швед. Norberg; род. 26 февраля 1970, Хернёсанд) — шведская кёрлингистка.
В составе женской сборной Швеции двукратная олимпийская чемпионка (2006, 2010), двукратная чемпионка мира (2005, 2006), шестикратная чемпионка Европы (2001, 2002, 2003, 2004, 2005, 2007). Девятикратная чемпионка Швеции среди женщин. Чемпион Швеции среди смешанных команд. В составе женской юниорской сборной Швеции участник трёх чемпионатов мира (чемпионы в 1991). Двукратная чемпион Швеции среди юниоров. Чемпион Швеции среди ветеранов.
В «классическом» кёрлинге (команда из четырёх человек одного пола) в основном играет на позициях второго и третьего.
В 2021 вместе со всей командой скипа Анетте Норберг, двукратными олимпийскими чемпионами, введена в Международный зал славы кёрлинга.

## Достижения
- Зимние Олимпийские игры: золото (2006, 2010).
- Чемпионат мира по кёрлингу среди женщин: золото (2005, 2006), серебро (2001, 2009), бронза (1991, 2003).
- Чемпионат Европы по кёрлингу: золото (2001, 2002, 2003, 2004, 2005, 2007), серебро (2008), бронза (1991).
- Континентальный Кубок по кёрлингу (в составе команды «Мир»): золото (2003, 2006, 2008), серебро (2004).
- Чемпионат Швеции по кёрлингу среди женщин: золото (1991, 1994, 1998, 2001, 2003, 2004, 2005, 2007, 2008), бронза (2009).
- Чемпионат Швеции по кёрлингу среди смешанных команд: золото (1995).
- Чемпионат мира по кёрлингу среди юниоров: золото (1991), серебро (1990).
- Чемпионат Швеции по кёрлингу среди юниоров: золото (1989, 1990).
- Чемпионат Швеции по кёрлингу среди ветеранов: золото (2024), серебро (2023).

## Команды
| Сезон                                          | Четвёртый      | Третий           | Второй           | Первый                                     | Запасной                                                                          | Турниры                                |
| ---------------------------------------------- | -------------- | ---------------- | ---------------- | ------------------------------------------ | --------------------------------------------------------------------------------- | -------------------------------------- |
| 1988—89                                        | Катрин Норберг | Mari Högqvist    | Хелена Гранквист | Annica Eklund                              | Хелена Кланге                                                                     | ЧШЮ 1989 · ЧМЮ 1989 (4 место)          |
| 1989—90                                        | Катрин Норберг | Mari Högqvist    | Хелена Гранквист | Annica Eklund                              | Ева Эрикссон (ЧМЮ)                                                                | ЧШЮ 1990 · ЧМЮ 1990                    |
| 1990—91                                        | Ева Эрикссон   | Maria Söderkvist | Åsa Eriksson     | Elisabeth de Brito                         | Катрин Норберг                                                                    | ЧМЮ 1991                               |
| 1990—91                                        | Анетте Норберг | Катрин Норберг   | Анна Риндескуг   | Хелена Гранквист                           | Анн-Катрин Черр                                                                   | ЧШЖ 1991 · ЧМ 1991                     |
| 1991—92                                        | Анетте Норберг | Анна Риндескуг   | Катрин Норберг   | Хелена Гранквист                           | Анн-Катрин Черр                                                                   | ЧЕ 1991 · ЗОИ 1992 (демо) (5 место)    |
| 1993—94                                        | Анетте Норберг | Катрин Норберг   | Хелена Кланге    | Хелена Гранквист                           |                                                                                   | ЧШЖ 1994                               |
| 1994—95                                        | Анетте Норберг | Катрин Норберг   | Хелена Кланге    | Хелена Гранквист                           | Элизабет Ханссон тренер: Åke Norberg                                              | ЧЕ 1994 (5 место)                      |
| 1996—97                                        | Катрин Норберг | Хелена Свенссон  | Анна Блум        | Анника Лёф                                 | Маргарета Линдаль тренер: Стефан Хассельборг                                      | ЧМ 1997 (5 место)                      |
| 1997—98                                        | Анетте Норберг | Катрин Норберг   | Хелена Свенссон  | Анна Блум                                  |                                                                                   | ЧШЖ 1998                               |
| 1998—99                                        | Анетте Норберг | Катрин Норберг   | Хелена Свенссон  | Анна Блум                                  | Ева Лунд тренеры: Стефан Хассельборг (ЧЕ), Hans-Erik Hägglund (ЧЕ)                | ЧЕ 1998 (5 место) · ЧШЖ 1999           |
| 2000—01                                        | Анетте Норберг | Катрин Норберг   | Ева Лунд         | Хелена Лингхам                             | Мария Энгхольм (ЧМ) тренер: Стефан Лунд                                           | ЧШЖ 2001 · ЧМ 2001                     |
| 2001—02                                        | Анетте Норберг | Катрин Норберг   | Ева Лунд         | Мария Хассельборг                          | Анна Риндескуг тренер: Стефан Лунд                                                | ЧЕ 2001                                |
| 2002—03                                        | Анетте Норберг | Катрин Норберг   | Ева Лунд         | Хелена Лингхам                             | Мария Хассельборг тренер: Стефан Лунд                                             | ЧЕ 2002                                |
| 2003                                           | Анетте Норберг | Ева Лунд         | Катрин Норберг   | Хелена Лингхам                             | Мария Прюц (ЧМ) тренер: Стефан Лунд                                               | ЧШЖ 2003 · ЧМ 2003                     |
| 2003—04                                        | Анетте Норберг | Ева Лунд         | Катрин Норберг   | Анна Бергстрём                             | Мария Прюц (ЧЕ) Ульрика Бергман (ЧМ) тренер: Стефан Лунд                          | ЧЕ 2003 · ЧШЖ 2004 · ЧМ 2004 (6 место) |
| 2004—05                                        | Анетте Норберг | Ева Лунд         | Катрин Линдаль   | Анна Бергстрём                             | Ульрика Бергман (ЧЕ, ЧМ) тренер: Стефан Лунд                                      | ЧЕ 2004 · ЧШЖ 2005 · ЧМ 2005           |
| 2005—06                                        | Анетте Норберг | Ева Лунд         | Катрин Линдаль   | Анна Сверд                                 | Ульрика Бергман тренеры: Стефан Лунд (ЧЕ, ЗОИ) Стефан Хассельборг (ЧЕ, ЗОИ, ЧМ)   | ЧЕ 2005 · ЗОИ 2006 · ЧМ 2006           |
| 2006—07                                        | Анетте Норберг | Ева Лунд         | Катрин Линдаль   | Анна Сверд                                 | Ульрика Бергман (ЧМ) тренер: Стефан Лунд                                          | ЧШЖ 2007 · ЧМ 2007 (6 место)           |
| 2007—08                                        | Анетте Норберг | Ева Лунд         | Катрин Линдаль   | Анна Сверд                                 | Мария Прюц (ЧЕ) тренер: Стефан Лунд                                               | ЧЕ 2007 · ЧШЖ 2008                     |
| 2008—09                                        | Анетте Норберг | Ева Лунд         | Катрин Линдаль   | Анна Сверд (ЧЕ) Маргарета Сигфридссон (ЧМ) | Кайса Бергстрём (ЧЕ, ЧМ) тренер: Стефан Лунд                                      | ЧЕ 2008 · ЧШЖ 2009 · ЧМ 2009           |
| 2009—10                                        | Анетте Норберг | Ева Лунд         | Катрин Линдаль   | Анна Сверд                                 | Кайса Бергстрём (ЧЕ, ЗОИ) тренеры: Стефан Лунд (ЧЕ, ЗОИ) Стефан Хассельборг (ЗОИ) | ЧЕ 2009 (5 место) · ЗОИ 2010           |
| 2013—14                                        | Анетте Норберг | Катрин Линдаль   | Тереза Вестман   | Мария Ларссон                              | Микаэла Альтебро, Ребекка Тунман                                                  | ЧШЖ 2014 (6 место)                     |
| 2014—15                                        | Анетте Норберг | Катрин Линдаль   | Åsa Linderholm   | Тереза Вестман                             |                                                                                   | ЧШЖ 2015 (4 место)                     |
| 2015—16                                        | Анетте Норберг | Тереза Вестман   | Катрин Линдаль   | Åsa Linderholm                             |                                                                                   | ЧШЖ 2016 (6 место)                     |
| 2022—23                                        | Анетте Норберг | Катрин Линдаль   | Ева Лунд         | Åsa Linderholm                             | Anna Klange                                                                       | ЧШВ 2023                               |
| 2023—24                                        | Анетте Норберг | Susanne Patz     | Anna Klange      | Катрин Линдаль                             |                                                                                   | ЧШВ 2024                               |
| 2023—24                                        | Анетте Норберг | Катрин Линдаль   | Susanne Patz     | Anna Klange-Wikström                       | Helene Lyxell тренер: Фредрик Хальстрём                                           | ЧМВ 2024 (5 место)                     |
| Кёрлинг среди смешанных команд (mixed curling) |                |                  |                  |                                            |                                                                                   |                                        |
| 1994—95                                        | Пейя Линдхольм | Катрин Норберг   | Петер Наруп      | Хелена Гранквист                           |                                                                                   | ЧШСК 1995                              |
| 2013—14                                        | Åsa Linderholm | Йоаким Мабергс   | Катрин Линдаль   | Emil Marklund                              | Erik Strandqvist                                                                  | ЧШСК 2014 (9 место)                    |
| 2014—15                                        | Åsa Linderholm | Йоаким Мабергс   | Катрин Линдаль   | Emil Marklund                              |                                                                                   | ЧШСК 2015 (5 место)                    |
| 2015—16                                        | Åsa Linderholm | Erik Strandqvist | Катрин Линдаль   | Emil Marklund                              |                                                                                   | ЧШСК 2016 (9 место)                    |
| 2016—17                                        | Пер Карлсен    | Катрин Линдаль   | Emil Marklund    | Åsa Linderholm                             |                                                                                   | ЧШСК 2017 (5 место)                    |

(скипы выделены полужирным шрифтом)

## Частная жизнь
Старшая сестра Катрин, Анетте Норберг — кёрлингистка и тренер, также двукратная олимпийская чемпионка, много лет была скипом команды, в которой с ней играла и Катрин.